# Wolfsklauw (geslacht)
Wolfsklauw (Lycopodium) is een geslacht van planten uit de wolfsklauwfamilie (Lycopodiaceae).

## Kenmerken
Het geslacht wordt gerekend tot de sporenplanten die zich niet vermeerderen door middel van zaad, maar door sporen. Wolfsklauwen hebben minder grote bladeren dan varens. De stengels zijn al dan niet vertakt, bezet met vrij kleine schubvormige bladeren. De wolfsklauwen hebben sporendoosjes (sporangiën) die afzonderlijk op de bladvoeten van de blaadjes zitten. Deze blaadjes vormen aan de top van de stengels een soort aar (strobilus). Niet alle stengels zijn echter vruchtbaar. De sporendoosjes staan op de bovenzijde van speciale vruchtbare bladeren (sporofyllen), die soms in een apart deel van de stengel zijn gerangschikt, soms min of meer willekeurig tussen de bladeren gelegen. De soorten van het geslacht Lycopodium zijn isospoor, uit de spore groeit een klein, knolvormig prothallium.

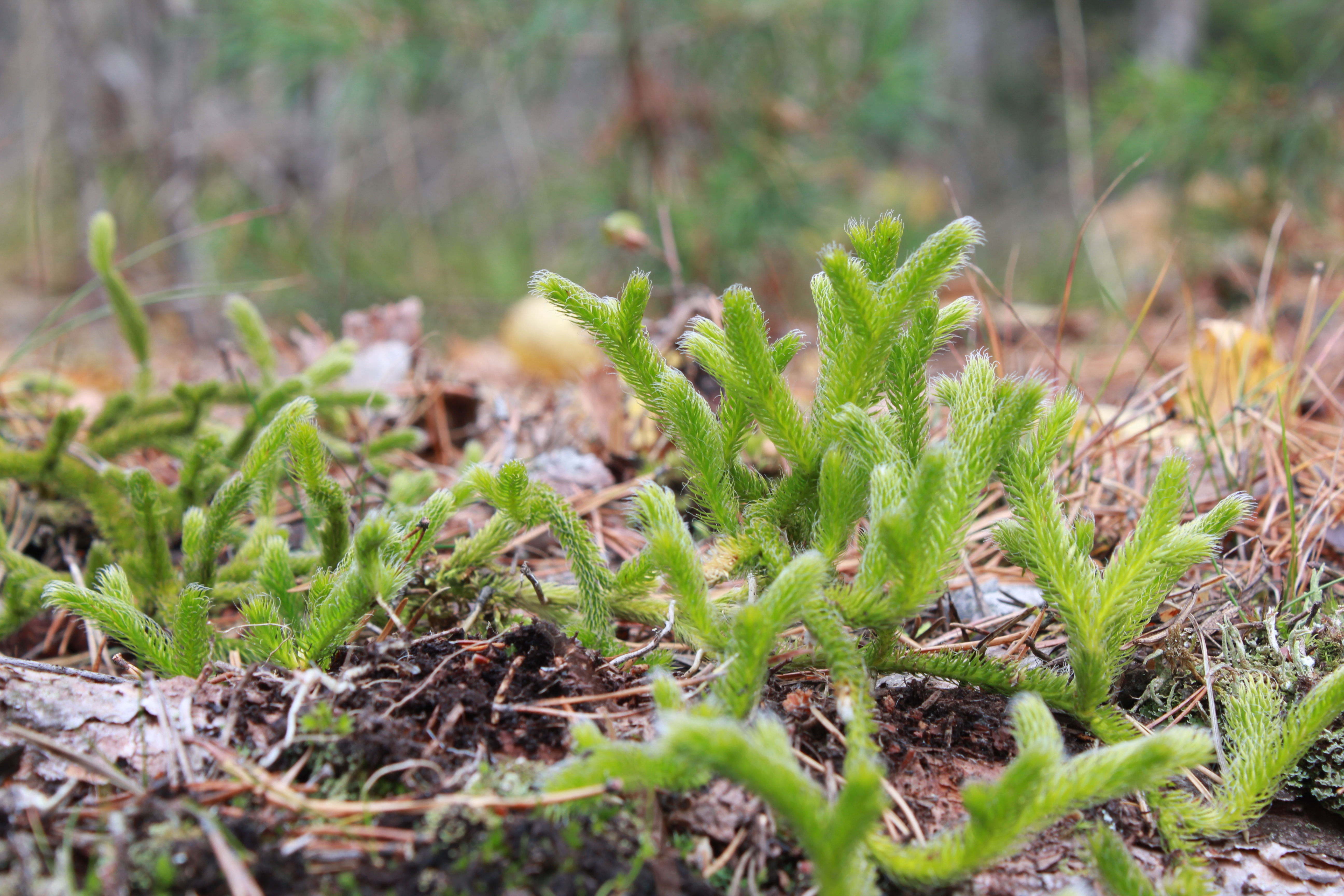
Grote wolfsklauw zonder sporenaren

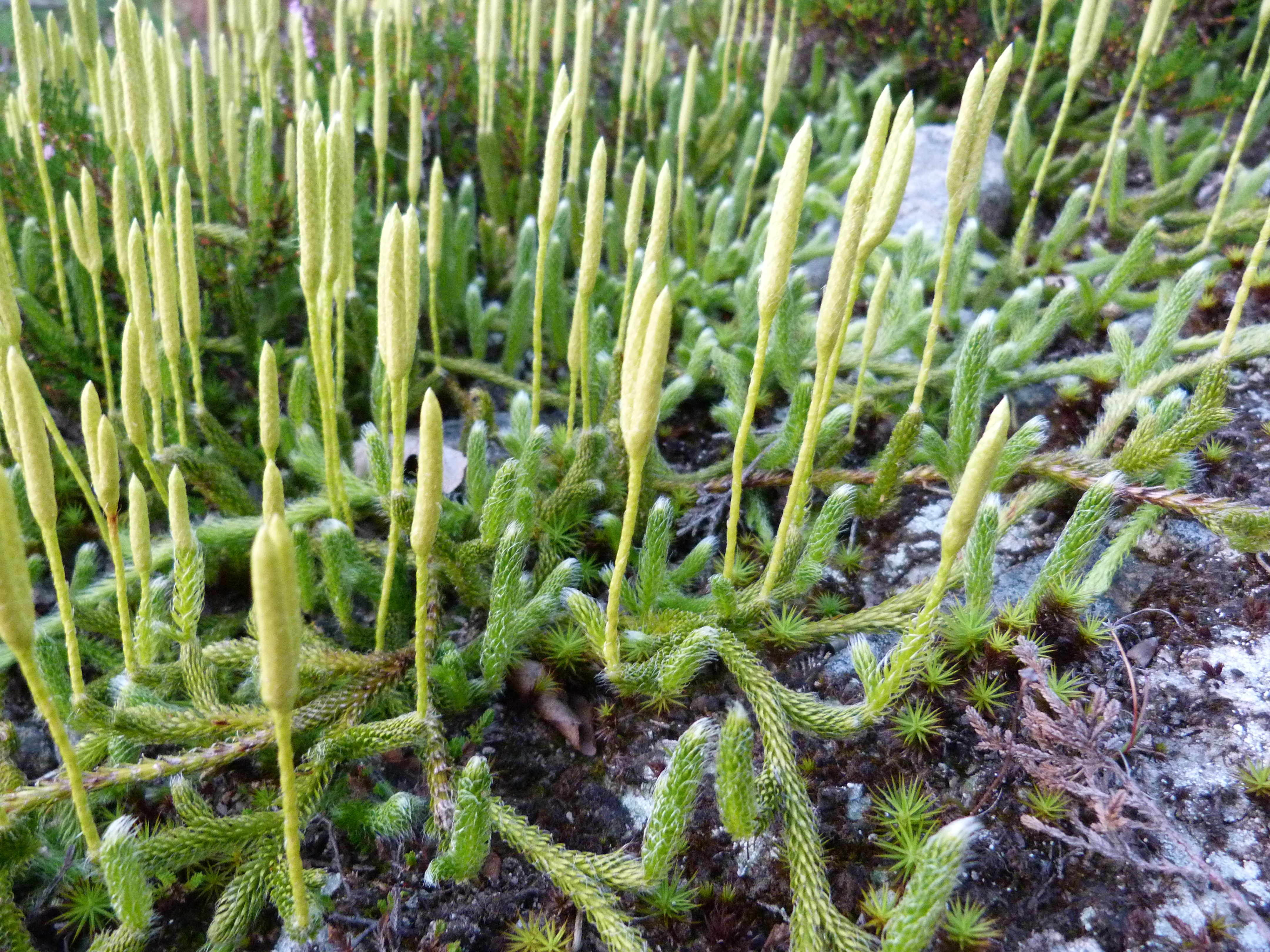
Grote wolfsklauw met sporenaren

Kenmerkend voor het geslacht Lycopodium is, net als bij Diphasiastrum, de differentiatie van de stengel in een boven- of ondergrondse kruipende hoofdas, en opstijgende of rechtopstaande, kortere zijtakken. De hoofdas kan lengtes van verschillende meters bereiken. Alle stengels zijn dichotoom vertakt, waarbij zowel anisotome (de twee takken zijn verschillend) als isotome (de twee takken zijn identiek) takken kunnen voorkomen, zowel bij de hoofdas als bij de zijscheuten, wat kan leiden tot zeer verschillende groeivormen. Anders dan bij Diphasiastrum zijn de bladeren naaldvormig, met lengtes van enkele millimeters. Ze zijn spiraalvormig aan alle kanten rond de stelen van de zijscheuten geplaatst. Dit maakt de zijsscheuten op dwarsdoorsnede rond, met een diameter van 5 tot 12 millimeter (inclusief de bladeren). Bij alle Lycopodium-soorten bevinden de sporofyllen zich in duidelijk herkenbare, puntige of knotsvormige eindsecties. De sporofyllen zijn meestal veel kleiner dan de bladeren, en daarvan ook morfologisch verschillend.

## Verspreiding
De ongeveer 40 tot 50 soorten komen bijna overal voor in gematigde tot tropische gebieden en tropische berggebieden. Er zijn 14 soorten in China, twee daarvan alleen daar. Er zijn maar een paar soorten in Midden-Europa, waaronder Lycopodium clavatum met langgesteelde, meestal vorkvormig vertakte sporofyllenstandaards. De meeste Lycopodium-soorten komen voor in de gematigde en subarctische gebieden. Ze gedijen vaak in open bossen, vooral naaldbossen, rotsachtige hellingen, moerassen en in heidevelden. Lycopodium clavatum komt zelfs voor in bergachtige gebieden van tropisch Afrika.

## Naamgeving
Het geslacht Lycopodium werd in 1753 gecreëerd door Carl Linnaeus in Species plantarum. De naam was echter al ruim vóór 1753 in gebruik. Linnaeus citeert die uit onder meer Johann Jacob Dillenius (1741), Albrecht von Haller (1742), Thomas François Dalibard (1749) en zijn eigen Flora lapponica (1737), Flora svecica (1745), en Hortus Cliffortianus (1738). In Hortus Cliffortianus zijn de referenties naar de oudste door Linnaeus geciteerde literatuur te vinden: Tabernaemontanus (1590) en John Ray (1724). Bij Tabernaemontanus komt de naam Lycopodium voor zonder verwijzing naar een eerdere auteur. John Ray verwijst voor de naam eveneens naar Tabernaemontanus, en bovendien naar Gaspard Bauhin (1623), John Gerard (1597), en Rembert Dodoens (1583).
De naam Lycopodium is gevormd uit de Griekse woorden λὐκος lykos voor wolf en πὀδιον podion voor voet, omdat de bladeren van de grote wolfsklauw lijken op de klauwen van een wolf. Lycopodium clavatum L. werd in 1913 door Nathaniel Lord Britton en Addison Brown geselecteerd als lectotype. De door hen gebruikte selectiemethode geldt echter als 'grotendeels mechanisch', en de keuze was daarom niet in overeenstemming met de regels van de ICNafp, met name art. 10.6 en ex. 10.6 (Shenzhen Code). Britton & Brown's keuze werd echter in 1971 bevestigd door Rodolfo Emilio Giuseppe Pichi-Sermolli en in 1993 door Bengt Edvard Jonsell en Charles Edward Jarvis, waarmee de keuze en de datum van het lectotype bleven staan.

## Classificatie
Er zijn verschillende opvattingen over dit geslacht, die sterk verschillen tussen de auteurs. De classificatie en onderverdeling van de wolfsklauwfamilie (Lycopodiaceae) en dus ook het geslacht Lycopodium is nog steeds onzeker. Josef Holub splitste in 1975 Diphasiastrum van het geslacht Lycopodium af. In de Flora of China (2013) is Diphasiastrum opnieuw opgenomen in Lycopodium als sectie Complanata. Anderzijds is er grotendeels overeenstemming over de zelfstandigheid van het geslacht Lycopodiella (met de moeraswolfsklauw).

## Gebruik
Lycopodiumpoeder is een zeer fijn poeder bestaande uit de sporen van de plant. Het vindt toepassing in de kruidengeneeskunde en het wordt gebruikt in de natuurkunde bij de proef van Kundt.
De sporen van de grote wolfsklauw worden gebruikt in de homeopathie. Wolfsklauw is ook een traditionele remedie in Midden-Europa. Toepassingsgebieden waren en zijn gedeeltelijk nog; wondmedicatie, vooral voor slecht genezende wonden en voor alle soorten krampen, verder bij jicht en reuma. Voor traditioneel geproduceerde pillen wordt wolfsklauwsporenpoeder gebruikt om te voorkomen dat ze aan elkaar kleven. Wolfsklauw bevat etherische oliën en alkaloïden (vooral lycopodine). Een sterke concentratie aluminiumionen is aanwezig. Wolfsklauwsporen worden sinds het neolithische sjamanisme gebruikt om pyrotechnische effecten te produceren. Vuurspuwers gebruiken ze liever dan brandbare vloeistoffen. Het effect is gebaseerd op een deflagratie, vergelijkbaar met een stofexplosie, omdat de sporen een groot deeltjesoppervlak hebben bij verstuiving in droge toestand. In de chemisch-fysische olievlektest om een moleculaire diameter te schatten, worden wolfsklauwsporen gebruikt om de spreidende olievlekrand beter te identificeren.

## Soorten
Het geslacht telt rond de veertig soorten. De planten komen voornamelijk voor op drassige veen- en heidegronden. In België en Nederland komen de volgende soorten zeldzaam tot zeer zeldzaam voor:
- Grote wolfsklauw (Lycopodium clavatum)

- Stekende wolfsklauw (Spinulum annotinum; voorheen Lycopodium annotinum)
- Kleine wolfsklauw (Diphasiastrum tristachyum; voorheen Lycopodium tristachyum)
- Boswolfsklauw (Diphasiastrum zeilleri; voorheen Lycopodium zeilleri), kwam voor in Wallonië, werd in 2018 enkel nog in een beschermde tuin in Vlaanderen gevonden.

Daarbuiten nog een groot aantal andere soorten:
- Lycopodium aberdaricum Chiov.: verbreid in Angola, Congo-Kinshasa, Oeganda, Ethiopië, Soedan, Kameroen, Kenia, Zambia, Zimbabwe, Malawi, Mozambique, Zuid-Afrika, Swasiland, Lesotho en São Tomé en Príncipe.
- Lycopodium alboffii Rolleri: voorkomend in de Argentijnse provincies Rio Negro en Santa Cruz en op Vuurland en de Falkland-eilanden.
- Lycopodium alpinum L.: wijdverbreid op het noordelijk halfrond.
- Lycopodium annotinum syn.: Lycopodium bryophyllum, Lycopodium juniperifolium: wijdverbreid op het noordelijk halfrond.
- Lycopodium arcturi (Herter) C.V.Morton
- Lycopodium assurgens Fée: voorkomend in de Braziliaanse staten Minas Gerais en Santa Catarina (Brazilië)|Santa Catarina.
- Lycopodium ×bartleyi Cusick
- Lycopodium berggrenii (Nessel) Herter
- Lycopodium ×buttersii Abbe
- Lycopodium castoris (Herter) C.V.Morton
- Lycopodium cernuum L.: wijdverbreid in het tropische tot subtropische Azië, Centraal- tot Zuid-Amerika en de Pacifische eilanden.
- Lycopodium chrysocaulos Hook. & Grev.
- Lycopodium clavatum: wijdverbreid in Noord- tot Zuid-Amerika, op Caribische eilanden, China, Japan, Korea, Afrika, Europa (werelddeel)|Europa Pacifische eilanden.
- Lycopodium complanatum, Diphasiastrum complanatum, Lycopodium zanclophyllum, Diphasiastrum zanclophyllum: wijdverbreid in gematigde tot subtropische gebieden.
- Lycopodium confertum Willd.: voorkomend in Chili en Argentinië.
- Lycopodium cryptomerianum Maxim.
- Lycopodium dacrydioides Baker
- Lycopodium dendroideum Michx.: wijdverbreid in Noord-Amerika.
- Lycopodium dubium Zoëga: verbreid in noordelijk Eurazië.
- Lycopodium echinatum Spring
- Lycopodium erectum Phillipi
- Lycopodium erubescens Brack.
- Lycopodium gayanum J.Rémy & Fée: slechts voorkomend op de Juan Fernández-archipel, op deChiloé-archipel, de Chileense regio's Concepcion en Aisén en in de Argentijnse provincie Santa Cruz.
- Lycopodium goudotii Herter
- Lycopodium hainanense (C.Y.Yang) Li Bing Zhang (syn.: Palhinhaea hainanensis): een nieuwe combinatie van 2013. voorkomend in Indonesië, Vietnam en in het Chinese Hainan
- Lycopodium helleri Herter
- Lycopodium helveticum L.
- Lycopodium hickeyi W.H.Wagner, Beitel & R.C.Moran: wijdverbreid in Noord-Amerika.
- Lycopodium hildebrandtii Herter
- Lycopodium innocentium (Herter) C.V.Morton
- Lycopodium interjectum Ching & H.S.Kung
- Lycopodium japonicum Thunb.: wijdverbreid in zuidelijk Azië.
- Lycopodium juniperistachyum Hayata
- Lycopodium juniperoideum Sw.: voorkomend in Siberië, Japan en misschien Taiwan.
- Lycopodium jussiaei Desv. ex Poir.
- Lycopodium lagopus (Laestadius ex C.Hartman) G.Zinserling ex Kuzeneva-Prochorova
- Lycopodium lawessonianum B.Øllg.
- Lycopodium magellanicum (P.Beauv.) Sw.: wijdverbreid van Costa Rica tot zuidelijk Zuid-Amerika en komt voor in Hispaniola.
- Lycopodium minchegense Ching
- Lycopodium montanum Underw. & F.E.Lloyd
- Lycopodium multispicatum J.H.Wilce: wijdverbreid op de Filipijnen, in Thailand, Vietnam, Taiwan, Tibet (gebied)|Tibet en in de Chinese provincies Guangdong, Guangxi en zuidelijk Yunnan.
- Lycopodium neopungens H.S.Kung & L.B.Zhang: wijdverbreid in Noord-Amerika, Rusland en in het Chinese Heilongjiang.
- Lycopodium nutans Brack.
- Lycopodium obscurum L.: wijdverbreid in Noord-Amerika, Rusland, Japan, Korea en in de Chinese provincies Heilongjiang, Jilin en Liaoning.
- Lycopodium paniculatum Desv. ex Poir.: voorkomend in zuidelijk Chili en zuidelijk Argentinië.
- Lycopodium phyllanthum Hook. & Arn.
- Lycopodium polycladum Sodiro
- Lycopodium portoricense Underw. & F.E.Lloyd
- Lycopodium repens (P.Beauv.) Sw.
- Lycopodium rimbachii Sodiro
- Lycopodium sabinaefolium Willd.
- Lycopodium schwackei (Christ) Herter
- Lycopodium sintenisii (Herter) Maxon ex C.Chr.
- Lycopodium sitchense Rupr.: wijdverbreid in Noord-Amerika.
- Lycopodium staudtii C.D.Adams & Alston
- Lycopodium suffruticosum (Alderw.) Herter
- Lycopodium tenuicaule Underw. & F.E.Lloyd
- Lycopodium thyoides Humb. & Bonpl. ex Willd.: verbreid van Mexico via Midden- tot Zuid-Amerika.
- Lycopodium veitchii Christ: verbreid in India, Bhutan, Myanmar, Nepal en in de Chinese provincies van westelijk Hubei, westelijk Sichuan, noordwestelijk Yunnan, Tibet en Taiwan.
- Lycopodium venustulum Gaudich.: voorkomend op Savai'i, Hawaii, Tahiti en Rapa Iti.
- Lycopodium verticale Li Bing Zhang: ze werd in 2013 eerstmaals beschreven. verbreid in de Chinese provincies Anhui, Chongqing, Guizhou, Hubei, Hunan, Jiangxi, Shaanxi (alleen in Qin Ling), Shanxi, Sichuan, Zhejiang, in het noordoostelijke Yunnan, in oostelijk Tibet, in Taiwan en in Japan.
- Lycopodium vestitum Desv. ex Poir.
- Lycopodium volubile G.Forst.: voorkomend in noordoostelijk Queensland, in Penang (eiland)|Penang, Borneo, Nieuw-Guinea, Nieuw-Zeeland, Nieuw-Caledonië (eiland)|Nieuw-Caledonië en op de Molukken en op Pacifische eilanden.
- Lycopodium yueshanense C.M.Kuo: ze gedijt op alpine matten in hoogten van 2700 tot 3200 meter alleen in Taiwan.
- Lycopodium zanclophyllum J.H.Wilce
- Lycopodium zonatum Ching: voorkomend in de Chinese provincies Shaanxi, Sichuan, Yunnan en Tibet en misschien in India.